# Közbeszerzési szaktanácsadó
A közbeszerzési szaktanácsadó (jogszabály szerinti neve: felelős akkreditált közbeszerzési szaktanácsadó, rövidítve: FAKSZ) a Közbeszerzési Hatóság névjegyzékében szereplő olyan természetes személy, aki az ajánlatkérő vagy az ajánlattevő oldalán eljárva a közbeszerzési eljárás előkészítése és lefolytatása során a közbeszerzési szakértelmet biztosítja. A közbeszerzési szolgáltatók egyik típusa, amely közbeszerzési szolgáltatást kínál a piacon.
A közbeszerzési szaktanácsadó munkája hasonló az ügyvédekéhez. Tanácsot ad, iratokat szerkeszt és a közbeszerzési eljárásokban képviseli a megbízóját vagy a munkáltatóját.

## Története
Magyarországon a közbeszerzés intézményét a közbeszerzésekről szóló 1995. évi XL. törvény vezette be. Közbeszerzési eljárásokat ettől kezdve folytatnak. Már ez a törvény előírta, hogy „közbeszerzési eljárásban az ajánlati felhívás, részvételi felhívás, illetve a dokumentáció elkészítése, valamint az ajánlatok értékelése során az ajánlatkérő nevében eljáró, illetőleg az eljárásba bevont személyeknek megfelelő szakértelemmel kell rendelkezniük”.
2003-ban új  közbeszerzési törvény, a 2003. évi CXXIX. törvény lépett hatályba, mely 2005-től a közbeszerzési szakszerűség biztosítása érdekében bevezette a közbeszerzési tanácsadói intézményt. 2011-ben és 2015-ben is új közbeszerzési törvények születtek, majd megalkották a felelős akkreditált közbeszerzési szaktanácsadók előzetes regisztrációjáról szóló 46/2015. (XI. 2.) MvM rendelet. Ennek a szabályozásnak a lényege az volt, hogy az állam már nem csak bizonyos szakmai végzettséget és gyakorlatot követelt meg az eljárások lebonyolítóitól, hanem akkreditációt is. Az állam ettől fogva tehát rendszeres képzésekkel és vizsgáztatással is biztosítani igyekezett a közbeszerzési eljárásokban az állandó magas szintű szakmai minőséget.
A szabályozás jelenlegi kereteit a felelős akkreditált közbeszerzési szaktanácsadói tevékenységről szóló 257/2018. (XII. 18.) Korm. rendelet adja, mely tovább szélesítette azt a kört, amelyben kötelező a szaktanácsadó munkájának igénybevétele.

## Leírás
Az ajánlatkérő a következő közbeszerzési eljárásaiba köteles bevonni szaktanácsadót:
- ha a közbeszerzés európai uniós forrásból valósul meg
- árubeszerzés és szolgáltatás megrendelése esetén, ha az értékük az uniós értékhatárt eléri
- építési beruházás esetén, ha ennek értéke az ötszázmillió forintot eléri

A közbeszerzési szaktanácsadónak többek között felsőfokú végzettséggel, igazolt közbeszerzési gyakorlattal és felelősségbiztosítással kell rendelkeznie. A Közbeszerzési Hatóság névjegyzékében minden szaktanácsadó egyedi lajstromszámot (azonosítót) kap.
A szaktanácsadó független vagy nem független minőségben járhat el. Előbbi esetén megbízást teljesít, az utóbbi esetben pedig munkaviszonyban vagy egyéb foglalkoztatási viszonyban végzi a munkáját és képviseli munkáltatóját.
A szakma legfontosabb szervezete a Felelős Akkreditált Közbeszerzési Szaktanácsadók Szakmai Testülete, melynek működését a közbeszerzésekért felelős miniszter biztosítja. A testület feladata a szaktanácsadók szakmai munkájának figyelemmel kísérése és a vonatkozó jogi szabályozás értékelése. A testület egy főt delegál a Közbeszerzési Hatóság keretében működő érdekképviseleti szervezetbe, a Tanácsba.

## Feladatai
A szaktanácsadó a közbeszerzési eljárások szakszerű előkészítését és lefolytatását segíti elő. Biztosítja a közbeszerzési szakértelmet és együttműködik az eljárásban közreműködő pénzügyi, jogi vagy egyéb (pl. műszaki) szakértelmet biztosító személyekkel. A közbeszerzési szaktanácsadó kizárólag a közbeszerzési tevékenységek szakszerűségéért felelős. A műszaki-szakmai, piacismereti, pénzügyi és jogi szakértelem meglétéért nem felel.
A szaktanácsadó hagyja jóvá a közbeszerzési dokumentumokat, az eljárást megindító felhívást, a bontási jegyzőkönyvet (ha a bontás nem elektronikusan történt), valamint a bírálóbizottsági jegyzőkönyvet és az összegezést. Mivel a közbeszerzési eljárásokat elektronikusan kell lefolytatni az elektronikus közbeszerzési rendszerben, ezért a jóváhagyás is elektronikusan történik. Ha az eljárás lebonyolítása valamely okból mégiscsak papíron történt, akkor a szaktanácsadó hagyományos módon kezeli és aláírja a dokumentumokat.
A szaktanácsadó további feladata, hogy az eljárásban szereplő más személyekkel és szervezetekkel megismertesse a közbeszerzési törvény és végrehajtási rendeletei által szabályozott követelményeket (tanácsadás), amelyeket nekik a közbeszerzési tevékenységük során be kell tartaniuk.
A szaktanácsadó tevékenységének ellátása során szakmailag nem utasítható, feladatának ellátásáért felelősséggel tartozik.

## Kapcsolódó jog
- 257/2018. (XII. 18.) Korm. rendelet a felelős akkreditált közbeszerzési szaktanácsadói tevékenységről. Wolters Kluwer, net.jogtar.hu. [2019. március 6-i dátummal az eredetiből archiválva]. (Hozzáférés: 2019. március 6.)
- A közbeszerzésekről szóló 2015. évi CXLIII. törvény, 3. § 24a. pont. Wolters Kluwer, net.jogtar.hu. (Hozzáférés: 2019. március 6.)

## Kapcsolódó irodalom
- A közbeszerzésekről szóló 2015. évi CXLIII. törvény kommentárja. Budapest: Magyar Közlöny Lap- és Könyvkiadó Kft., 111. o. (2019). ISBN ISBN 978-615-5710-65-0